# Денисовская (Верховажский район)
Дени́совская — деревня в Верховажском районе Вологодской области.
Входит в состав Шелотского сельского поселения, с точки зрения административно-территориального деления — в Шелотский сельсовет.
Расстояние по автодороге до районного центра Верховажья — 71,7 км, до центра муниципального образования Шелоты — 2,2 км. Ближайшие населённые пункты — Шелота, Степаново, Чавровская, Якунинская, Горка-Назаровская, Гарманово, Доронинская, Татаринская, Дорошевица.
По переписи 2002 года население — 63 человека (33 мужчины, 30 женщин). Всё население — русские.